# François Chaignaud
 (juillet 2025).
Pour les articles homonymes, voir Chaignaud.
François Chaignaud, né en 1983 à Rennes, est un danseur, chorégraphe, chanteur et écrivain français. Il est notamment connu par sa collaboration avec la danseuse et chorégraphe Cecilia Bengolea au sein de leur compagnie Vlovajob Pru, fondée en 2007.

## Biographie
Né à Rennes en 1983, François Chaignaud étudie la danse depuis l’âge de 6 ans. Il est diplômé en 2003 du Conservatoire national supérieur de musique et de danse de Paris et collabore ensuite auprès de plusieurs chorégraphes, notamment Boris Charmatz, Emmanuelle Huynh, Alain Buffard et Gilles Jobin.
En 2007 il fonde la compagnie Vlovajob Pru avec la chorégraphe et performeuse Cecilia Bengolea. Ils collaborent ensemble sur de nombreuses créations telles que Pâquerette (2008), Sylphides (2009), ou encore Dub Love (2013). En 2016 François Chaignaud collabore avec le plasticien Théo Mercier puis, en 2017 naît Romances inciertos, un autre Orlando en collaboration avec l'artiste Nina Laisné, qui sera présenté lors de la 72e édition du Festival d'Avignon. La même année il participe à la réouverture du cabaret Madame Arthur, pour lequel il performe occasionnellement. En 2018 il crée Soufflette, une pièce pour Carte Blanche, ballet national de Norvège en collaboration avec le couturier Romain Brau.
Fin septembre 2020 a lieu à la Maison de la musique de Nanterre la première de GOLD SHOWER, fruit d'une longue collaboration avec le danseur de butō japonais Akaji Maro. Il crée également le solo Un Bolero à la Philharmonie de Paris le 26 septembre, spectacle chorégraphié avec Dominique Brun et l’orchestre Les Siècles, d'après l'œuvre de Bronislava Nijinska.
En 2021, il fonde la structure Mandorle Productions, qui affirme son souhait de poursuivre une démarche artistique marquée par de nombreuses collaborations.

## Projets
- 2008 : Pâquerette, première pièce de François Chaignaud et Cecilia Bengolea, créé aux Antipodes au Quartz, scène nationale de Brest
- 2009 : Sylphides, de Cecilia Bengolea et François Chaignaud, créé le 24 février 2009 au Quartz, scène nationale de Brest
- 2008 : Aussi Bien Que Ton Cœur Ouvre Moi Les Genoux, François Chaignaud
- 2009 : Duchesses, Marie Caroline Hominal et François Chaignaud
- 2010 : Castor et Pollux, de Cecilia Bengolea et François Chaignaud, rejoue le mythe tragique de Castor et Pollux. Créé le 2 mars 2010 au Quartz, scène nationale de Brest, pièce pour spectateurs allongés
- 2010 : Danses libres, Cecilia Bengolea et François Chaignaud
- 2011 : (M)IMOSA Twenty Looks or Paris is Burning at The Judson Church (M), co-écrit et interpété avec Cecilia Bengolea, Trajal Harrell et Marlene Monteiro Freitas, crée le 9 février à The Kitchen, New York[7]
- 2012 : Sous l'ombrelle en collaboration avec Jérôme Marin
- 2012 : Altered Natives’ Say Yes To Another Excess (TWERK), Cecilia Bengolea et François Chaignaud
- 2014 : Le Tour du monde des danses urbaines en 10 villes, conçu et interprété par Ana Pi en collaboration avec François Chaignaud et Cecilia Bengolea
- 2013 : Думи мої - Dumy Moyi, solo de François Chaignaud
- 2013 : Dub Love, de Cecilia Bengolea en collaboration avec Ana Pi et François Chaignaud. Créé le 27 novembre 2013 à la Ménagerie de verre
- 2014 : How slow the wind, créé le 10 septembre 2014 à l’Opéra de Lyon, commande du Ballet de l’Opéra de Lyon à Cecilia Bengolea et François Chaignaud, pièce pour sept danseurs[8]
- 2015 : Devoted, Commande du CCN – Ballet de Lorraine pour neuf danseuses à Cecilia Bengolea et François Chaignaud
- 2015 : The Lighters’ Dancehall Polyphony, Commande du Ballet TanzTheater Wuppertal Pina Bausch pour onze danseurs à Cecilia Bengolea et François Chaignaud[9]
- 2016 : DFS, de Cecilia Bengolea et François Chaignaud, collaboration chorégraphique Damion BG Dancerz et Joan Mendy, créé le 12 septembre 2016 dans le cadre de La Bâtie-Festival de Genève[10]
- 2016 : Radio Vinci Park, en collaboration avec Théo Mercier
- 2016 : Icônes, d'Anne James Chaton[11] avec le musicien Nosfell, Phia Ménard et François Chaignaud
- 2017 : Romances inciertos, un autre Orlando, avec Nino Laisné, créé à l'occasion de La Bâtie-Festival de Genève 2017 et joué au Festival d'Avignon en juillet 2018
- 2018 : Soufflette[12] avec Carte Blanche, compagnie nationale norvégienne de danse contemporaine, en tant que chorégraphe
- 2019 : Symphonia Harmoniæ Cælesitum Revelationum, une recherche sur le chant chrétien antique et autour du répertoire d’Hildegarde de Bingen en collaboration avec la musicienne Marie-Pierre Brébant, créé le 10 mai 2019 au Kunstenfestivaldesarts à Bruxelles[13]
- 2020 : GOLD SHOWER, avec  Akaji Maro, créé à la Maison de la musique de Nanterre
- 2022 : t u m u l u s, avec Geoffroy Jourdain (Les Cris de Paris), créé à Bonlieu, scène nationale d'Annecy

## Filmographie
- 2015 : The Sweetest Choice, 43min, de César Vayssié avec François Chaignaud
- 2017 : Body Double 35, 17min, film de la série Body Double de Brice Dellsperger, avec François Chaignaud, Courtesy Galerie Air de Paris et Team Gallery (New York)
- 2018 : Mourn, O Nature !, 10min, film de Nino Laisné et François Chaignaud, avec François Chaignaud

## Distinctions
- Lauréat du concours d'interprétation de l’Adami Talents Danse Adami en novembre 2004 pour le solo Un petit chat froid et inhabitable[14].
- Prix de la Critique de Paris 2008/2009, Prix de la révélation en danse décerné à Cecilia Bengolea et François Chaignaud pour les spectacles Sylphides et Pâquerette[15].
- Prix des jeunes artistes de la 10e Biennale de Gwangju, 2014, Corée[16] attribué à François Chaignaud et Cecilia Bengolea pour l'ensemble de leur œuvre.
- Nommé en 2020 au grade de chevalier de l'ordre des Arts et des Lettres en récompense du travail accompli dans l'exercice de son activité de chorégraphe[17].
- Prix Topor du "Talent Partout", Cérémonie des Topor 2020 au Théâtre du Rond-Point[18].

## Historien
François Chaignaud est également titulaire d'un master d'histoire contemporaine de l'université Paris-Nanterre, soutenu en 2007. Il étudie notamment l'histoire des féminismes au début du XXe siècle.
Il publie en 2009 L'Affaire Berger-Levrault : le féminisme à l’épreuve (1897-1905) aux Presses universitaires de Rennes. Il y relate l'affrontement entre le Syndicat des femmes typographes (lié à La Fronde, journal « entièrement dirigé, rédigé et composé par des femmes ») et la Fédération du livre, notamment par la figure d'une des protagonistes du mouvement Marguerite Durand.